# Lembit Lõhmus
Lembit Lõhmus (n. 25 septembrie 1947, la Mustlas, în Republica Sovietică Socialistă Estonă, U.R.S.S., azi în Estonia) este un grafician eston, realizator al feței estone a monedelor euro estone, intrate în circulație la 1 ianuarie 2011.

## Studii
Lembit Lõhmus a studiat, în perioada 1969-1975, la Școala de Artă din Tartu și la Academia de Artă Estonă din Tallin (cum laude).

## Grafician
Lembit Lõhmus a creat sute de gravuri în lemn, cupru și oțel. A creat gravurile a aproape 200 de mărci poștale estone și străine. A câștigat concursul pentru realizarea fețelor naționale ale monedelor euro uzuale emise de Estonia, la intrarea acestei țări în zona euro, la 1 ianuarie 2011. Grafica feței estone a monedelor euro uzuale a fost adoptată la 15 decembrie 2004, de către Eesti Pank (Banca Națională Estoniană). În acest concurs, desenul Hara 2 al artistului Lembit Lõhmus, a obținut 12 482 voturi (peste 27 % din voturi). Desenul reprezintă conturul hărții Estoniei și cuvântul Eesti (care semnifică „Estonia”, în limba estonă). « Puține state au un contur atât de frumos și ușor de ținut minte. Simbolul este ușor de memorizat » a subliniat artistul.